# Эохайд мак Кондлай
Эохайд мак Кондлай (др.‑ирл. Eochaid mac Condlai; умер в 553) — король Дал Арайде (до 553 года) и король Ульстера (526/532—553).

## Биография
Эохайд был сыном правителя ульстерского суб-королевства Дал Арайде Кондлы мак Коэлбада и внуком короля Ульстера Коэлбада мак Круйнда. Вероятно, отец Эохайда умер не позднее 482 года. После него престол Дал Арайде унаследовал дядя Эохайда Фиахра Лонн. По свидетельствам «Лейнстерской книги» и трактата «Laud Synchronisms», только после смерти короля Фиахры, дата которой неизвестна, Эохайд мак Кондлай смог получить власть над Дал Арайде.
Согласно ирландским анналам, в 526 или в 532 году умер король Ульстера Кайрелл мак Муйредайг Муйндейрг из рода Дал Фиатах. Однако из-за приблизительности хронологии анналов о событиях V—VI веков, кончина этого ульстерского монарха современными историками иногда датируется и более поздним временем (например, временем около 540 года). Несмотря на то, что Кайрелл был отцом двух сыновей, его преемником на престоле Ульстера стал правитель Дал Арайде Эохайд мак Кондлай. Об обстоятельствах перехода престола от короля Кайрелла к члену другого ульстерского рода никаких сведений не сохранилось. Получение Эохайдом власти над Ульстером положило начала традиции поочерёдной смены на престоле этого королевства представителей двух знатнейших ульстерских родов — Дал Арайде и Дал Фиатах.
Эохайд мак Кондлай скончался в 553 году. В «Лейнстерской книге» сообщается о двадцати годах его правления Ульстером, а в «Истории Ирландии» Джеффри Китинга — о двадцати двух. Хотя Эохайд был отцом Баэтана Каэха, власть над Дал Арайде унаследовал не его сын, а Аэд Брекк. Престол же Ульстера перешёл к Фергне мак Энгусо Ибдайгу из рода Дал Фиатах. Ближайшим потомком Эохайда, владевшим престолами Дал Арайде и Ульстера, был его внук Фиахна Лурган, правивший в первой четверти VII века.
В «Лейнстерской книге» Эохайд назван родоначальником септа Уи Эхах Кобо, однако эти сведения противоречат другим свидетельствам (например, генеалогиям трактата из манускрипта «Rawlinson B 502»), согласно которым, основателем этого септа был брат его деда Эоху мак Круйнд.